# Rivaz
Rivaz es una comuna suiza del cantón de Vaud, situada en el distrito de Lavaux-Oron. Limita al norte y este con la comuna de Chexbres, al sur con Saint-Saphorin (Lavaux), Saint-Gingolph (FR-74) y Meillerie (FR-74), y al oeste con Puidoux.
La comuna se encuentra a orillas del lago Lemán. Hace parte de Lavaux, el área declarada Patrimonio de la Humanidad por la Unesco en 2007. Además, la comuna hizo parte hasta el 31 de diciembre de 2007 del distrito de Lavaux, círculo de Saint-Saphorin.
Rivaz es la comuna más pequeña del cantón de Vaud, y una de las más pequeñas de toda Suiza.

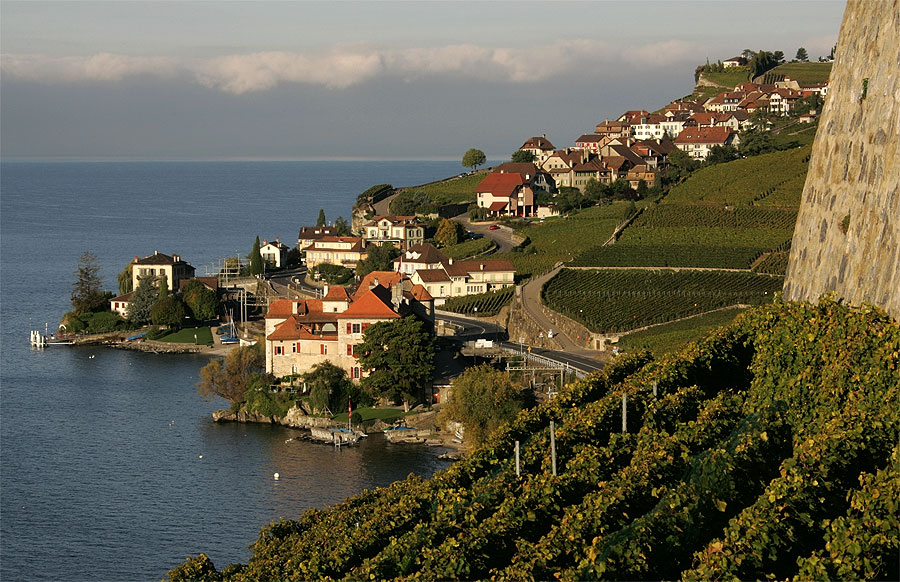
Vista del burgo.

## Transportes
Ferrocarril
Existe una estación de ferrocarril en la localidad en la que efectúan parada trenes de cercanías de una línea de la red 'RER Vaud'.